# بير بلوم (لاعب كرة قدم)
بير بلوم (بالسويدية: Per Blohm)‏ هو لاعب كرة قدم سويدي في مركز الوسط، ولد في 10 فبراير 1967 في السويد. لعب مع غايس غوتنبرغ ونادي أوربرو ونادي داليان شيده ونادي فيكينغ ونادي نورشوبينغ.

## وصلات خارجية
- بير بلوم (لاعب كرة قدم) على موقع قاعدة بيانات كرة القدم.إي يو (الإنجليزية)
- بير بلوم (لاعب كرة قدم) على موقع ناشيونال فوتبول تيمز (الإنجليزية)
- بير بلوم (لاعب كرة قدم) على موقع عالم كرة القدم.نت (الإنجليزية)